# 5421 Ulanova
5421 Ulanova è un asteroide della fascia principale. Scoperto nel 1982, presenta un'orbita caratterizzata da un semiasse maggiore pari a 2,2544498 UA e da un'eccentricità di 0,1506788, inclinata di 3,20674° rispetto all'eclittica.